# Cornești (Cluj)
Cornești [corˈneʃtʲ] (ungarisch Magyarszarvaskend) ist eine Gemeinde im Kreis Cluj, in der Region Siebenbürgen in Rumänien.
Der Ort ist auch unter den rumänisch alten Bezeichnungen Chendru und Chendu, und den ungarischen Szarvaskend und Kend bekannt.

## Geographische Lage

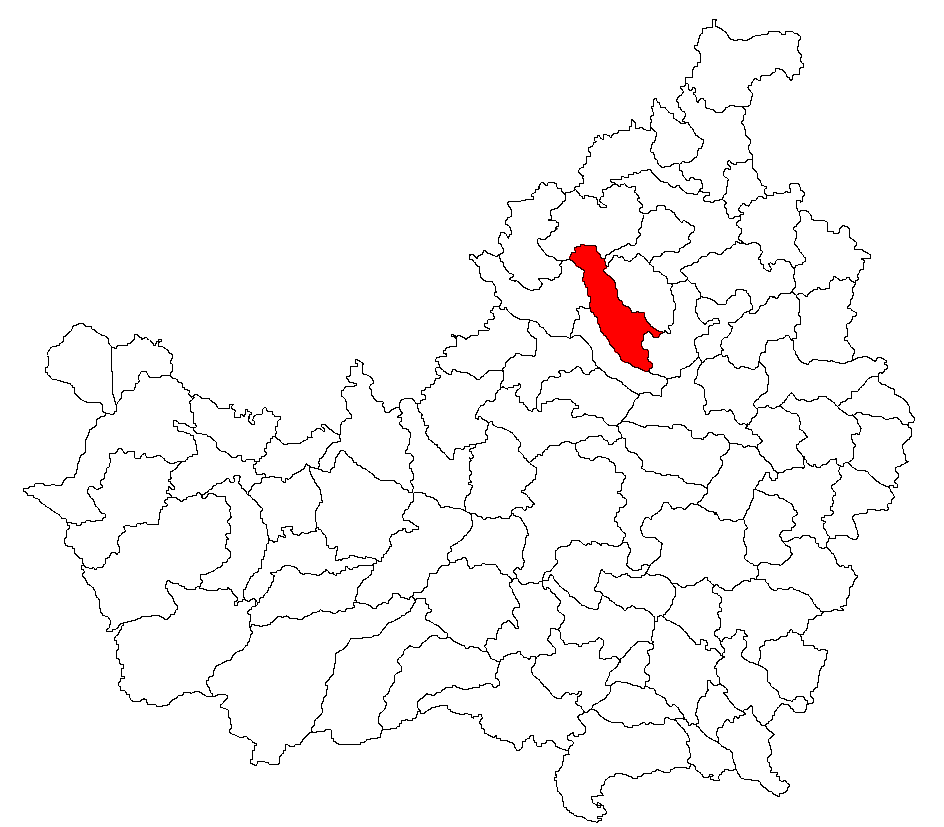
Lage der Gemeinde Cornești im Kreis Cluj

Die Gemeinde Cornești liegt im Somesch-Hochland (Podișul Someșan) südlich von dem 693 m hohen Berg Bobâlna im Westen des Siebenbürgischen Beckens. Der höchstgelegene Ort der Gemeinde ist das bei 441 m gelegene Dorf Igriția (ungarisch Kisigrice). Das Gemeindezentrum befindet sich am Bach Lujerdiu – ein linker Zufluss des Someșul Mic (Kleiner Somesch) – und an der Kreisstraße (Drum județean) DJ 109B, etwa 28 Kilometer östlich von der Stadt Gherla (Neuschloss) und etwa 45 Kilometer von der Kreishauptstadt Cluj-Napoca (Klausenburg) entfernt.

## Geschichte
Cornești wurde erstmals 1305 oder 1306 urkundlich erwähnt. Im Mittelalter war der Ort im Besitz der ungarischen Adelsfamilie Kendi. Auf eine Besiedlung der Region deuten archäologische Funde auf dem Areal des Ortes Cornești, bei den Einheimischen La Cetate genannt, und im eingemeindeten Dorf Tioltiur (ungarisch Tötör) bis in die Frühgeschichte zurück.
Im Königreich Ungarn gehörte die heutige Gemeinde dem Stuhlbezirk Szamosújvár in der Gespanschaft Szolnok-Doboka, anschließend dem historischen Kreis Someș und ab 1950 dem heutigen Kreis Cluj an.

## Bevölkerung
Die Bevölkerung der Gemeinde entwickelte sich wie folgt:
| 1880 | 3.553 | 2.860 | 590 | – | 103           |
| 1930 | 4.984 | 4.138 | 702 | – | 144           |
| 1956 | 5.662 | 4.896 | 755 | – | 11            |
| 2002 | 1.809 | 1.516 | 265 | – | 28            |
| 2011 | 1.493 | 1.196 | 187 | 2 | 108 (Roma 51) |
| 2021 | 1.325 | 1.074 | 126 | - | 125 (Roma 42) |

Seit 1880 wurde auf dem Gebiet der heutigen Gemeinde die höchste Einwohnerzahl und gleichzeitig die der Rumänen 1956 ermittelt. Die höchste Bevölkerungszahl der Magyaren (1.184) wurde 1941, die der Roma (55) 1930 und die der Rumäniendeutschen (95) wurde 1910 registriert.
1930 bekannten sich die Bewohner der Gemeinde Cornești der griechisch-katholischen, der römisch-katholischen und der reformierten, und zwei Bewohner des eingemeindeten Ortes Tiocu de Jos (ungarisch Alsótök) der griechisch-orthodoxen Konfession an.

## Sehenswürdigkeiten
- In Cornești die römisch-katholische Kirche Sf. Maria Mare, 1725 errichtet, ist ein gotischer Bau mit einer Innenausstattung in barockem Stil[5] und steht unter Denkmalschutz.[9]
- Im eingemeindeten Dorf Lujerdiu (ungarisch Lózsárd) die Kirche Sfinții Arhangheli Mihail și Gavriil im 16. Jahrhundert errichtet, steht unter Denkmalschutz.[9]
- Im eingemeindeten Dorf Stoiana (Esztény) die reformierte Kirche im 15. Jahrhundert errichtet, steht unter Denkmalschutz.[9]
- Im eingemeindeten Dorf Tiocu de Jos die reformierte Kirche im 14. Jahrhundert und der Glockenturm Ende des 18. Anfang des 19. Jahrhunderts errichtet, stehen unter Denkmalschutz.[9]
- Im eingemeindeten Dorf Tiocu de Sus (Felsötök) die reformierte Kirche im 13. Jahrhundert errichtet und im 15. Jahrhundert umgebaut, steht unter Denkmalschutz.[9]
- Im eingemeindeten Dorf Tioltiur die orthodoxe Kirche im 16. Jahrhundert errichtet und im 18. Jahrhundert umgebaut und die Holzkirche Sfinții Arhangheli Mihail și Gavriil 1800 errichtet, stehen unter Denkmalschutz.[9]